# Alavaromma
Alavaromma is een geslacht van vliesvleugeligen uit de familie Alavarommatidae. De wetenschappelijke naam van dit geslacht is voor het eerst geldig gepubliceerd in 2011 door Ortega-Blanco, Peñalver, Delclòs & Engel.

## Soorten
Het geslacht Alavaromma is monotypisch en omvat slechts de volgende soort:
- Alavaromma orchamum Ortega-Blanco, Peñalver, Delclòs & Engel, 2011